# ATCC 1998
ATCC 1998 dominerades av Craig Lowndes och Russell Ingall, som slogs om titeln till den sista omgången, där Lowndes vann ronden och titeln.

## Delsegrare
| Bana           | Vinnare        | Märke  | Tvåa            | Märke  | Trea            | Märke  |
| -------------- | -------------- | ------ | --------------- | ------ | --------------- | ------ |
| Sandown        | Craig Lowndes  | Holden | John Bowe       | Ford   | Glenn Seton     | Ford   |
| Symmons Plains | Craig Lowndes  | Holden | Mark Skaife     | Holden | Jason Bargwanna | Holden |
| Lakeside       | Russell Ingall | Holden | Dick Johnson    | Ford   | Larry Perkins   | Holden |
| Phillip Island | Craig Lowndes  | Holden | Russell Ingall  | Holden | John Bowe       | Ford   |
| Winton         | John Bowe      | Ford   | Russell Ingall  | Holden | Mark Skaife     | Holden |
| Mallala        | Russell Ingall | Holden | Craig Lowndes   | Holden | Glenn Seton     | Ford   |
| Barbagallo     | Craig Lowndes  | Holden | Mark Skaife     | Holden | Russell Ingall  | Holden |
| Calder Park    | Craig Lowndes  | Holden | Jason Bargwanna | Holden | Jason Bright    | Ford   |
| Hidden Valley  | Russell Ingall | Holden | Jason Bargwanna | Holden | Glenn Seton     | Ford   |
| Oran Park      | Craig Lowndes  | Holden | Mark Skaife     | Holden | Tony Longhurst  | Ford   |

## Slutställning
| Plats | Förare          | Märke  | Poäng |
| ----- | --------------- | ------ | ----- |
| 1     | Craig Lowndes   | Holden | 992   |
| 2     | Russell Ingall  | Holden | 942   |
| 3     | Mark Skaife     | Holden | 768   |
| 4     | Larry Perkins   | Holden | 722   |
| 5     | John Bowe       | Ford   | 682   |
| 6     | Glenn Seton     | Ford   | 673   |
| 7     | Jason Bargwanna | Holden | 603   |
| 8     | Tony Longhurst  | Ford   | 586   |
| 9     | Jason Bright    | Ford   | 584   |
| 10    | Dick Johnson    | Ford   | 550   |